# Миша портит всё
«Ми́ша по́ртит всё» — российский комедийный телесериал, снятый по мотивам американского сериала «Адам портит всё». Производством проекта занимается компания МИМ.
Телевизионная премьера первого сезона сериала состоялась 13 апреля 2020 года в 19:00 на канале СТС.
Премьера второго сезона сериала состоялась 11 января 2021 года в 19:00. Телеканал СТС показал в своём эфире, в 19:30, 5 серий с 11 по 14 января 2021 года, после чего убрал из своего эфира сериал, в связи с низкими рейтингами.
23 марта 2021 года телеканал возобновил трансляцию в 14:30, но показав 3 новые серии с 23 по 25 марта 2021 года, сериал снова сняли с эфира.
20 апреля 2021 года телеканал вернул сериал в эфир в 09:00 со вторника по пятницу. 30 апреля 2021 года была показана последняя серия второго сезона.

## Сюжет
В каждой серии приставучий гений Миша спасает среднестатистическую семью Горшковых от «разводов» маркетологов, стереотипов и навязанных традиций.

## В главных ролях
| Актёр                  | Роль                                           |
| ---------------------- | ---------------------------------------------- |
| Михаил Галустян        | Миша Галустян. Портит стереотипы и рушит мифы. |
| Елена Николаева        | Ирина Горшкова мама                            |
| Роман Богданов         | Антон Горшков папа                             |
| Александра Абрамейцева | Юля Горшкова дочь                              |
| Артемий Падалка        | Витя Горшков сын                               |

## В ролях
| Актёр          | Роль                    |
| -------------- | ----------------------- |
| Игорь Чернявый | Адам (2 сезон, 5 серия) |

## Эпизоды
| Сезон | Сезон | Период трансляции          |
| ----- | ----- | -------------------------- |
| 1     | 13    | 13—27 апреля 2020          |
| 2     | 17    | 11 января — 30 апреля 2021 |